# György Baranyai
György Baranyai (* 8. Mai 1927 in Debrecen; † 1. Januar 1998) war ein Politiker und Offizier in der Volksrepublik Ungarn und zuletzt Generalmajor (Vezérőrnagy) im Innenministerium (Belügyminisztérium). Er war unter anderem von 1962 bis 1966 Sekretär des Parteikomitees der Ungarischen Sozialistischen Arbeiterpartei MSZMP (Magyar Szocialista Munkáspárt) im Komitat Hajdú-Bihar, von 1967 bis 1970 Leiter der Gruppe III/III Vorbeugung innerer Reaktionen im Innenministerium sowie zwischen 1970 und 1976 Chef des Polizeipräsidiums von Budapest (Budapesti Rendőr-főkapitányság).

## Leben

### Berufsausbildung, Parteifunktionär und Journalist
György Baranyai, Sohn von Róza Wéber, besuchte die Höhere Industrieschule in seiner Geburtsstadt Debrecen und schloss diese 1946 als Maschinenbautechniker ab. Im Anschluss arbeitete er zwischen 1947 und 1950 als Motormechaniker in der Ungarisch-sowjetischen Ölgesellschaft (Magyar-Szovjet Olajipari Rt.) und war daraufhin von 1950 bis 1952 Hauptdozent in der Abteilung für Erdölindustrie des Ministeriums für Bergbau und Energie. Während dieser Zeit besuchte er 1951 einen fünfmonatigen Grundlehrgang der Parteischule der Partei der Ungarischen Werktätigen MDP (Magyar Dolgozók Pártja) des Parteikomitees von Budapest sowie 1952 einen fünfmonatigen Spezialisierungslehrgang der Parteischule der MDP. Anschließend war er von 1952 bis 1954 Leiter der Agitations- und Propagandaabteilung des Parteikomitees der „Mátyás Rákosi“-Eisen- und Metallwerke sowie zwischen 1954 und 1956 Sekretär des Stadtparteikomitees der MDP von Debrecen. Er absolvierte in dieser Zeit 1955 einen Reserveoffizierslehrgang und arbeitete zwischen März und Oktober 1956 Chefredakteur der Tageszeitung Nélap.
Nach der Niederschlagung des Volksaufstandes (23. Oktober bis 4. November 1956) fungierte Baranyai von 1956 bis 1959 als Leiter der Abteilung für Agitation und Propaganda des Parteikomitees der Ungarischen Sozialistischen Arbeiterpartei MSZMP (Magyar Szocialista Munkáspárt) im Komitat Hajdú-Bihar. Nachdem er von 1959 bis 1962 ein dreijähriges Studium an der Parteihochschule der KPdSU in der Sowjetunion absolviert hatte, fungierte er nach seiner Rückkehr zwischen dem 1. August 1962 und dem 27. Mai 1966 als Sekretär des MSZMP-Parteikomitees im Komitat Hajdú-Bihar.

### Aufstieg zum Generalmajor im Innenministerium
Am 28. Mai 1966 wechselte György Baranyai ins Innenministerium (Belügyminisztérium) und war bis zum 30. November 1970 stellvertretender Leiter der für den Staatssicherheitsdienst und die politische Geheimpolizei der Ungarischen Volksrepublik zuständigen Hauptgruppe BM III Staatssicherheit (Állambiztonsági). In dieser Verwendung wurde er am 1. Juni 1966 zum Oberst (Ezredes) befördert und war zugleich zwischen dem 15. Februar 1967 und dem 30. November 1970 Leiter der Gruppe III/III Vorbeugung innerer Reaktionen (Belsőreakció-elhárítás) im Innenministerium. Er wurde am 20. November 1970 zum Generalmajor (Vezérőrnagy) befördert und übernahm im Anschluss am 1. Dezember 1970 von György Soós den Posten als Chef des Polizeipräsidiums von Budapest (Budapesti Rendőr-főkapitányság). Er besuchte in dieser Zeit 1973 einen dreimonatigen Managementlehrgang an der Parteihochschule der KPdSU und wurde am 31. Dezember 1976 als Budapester Polizeichef von Generalmajor Lukács Vincze abgelöst. Daraufhin wurde er wiederum am 1. Januar 1977 zunächst Leiter der Gruppe Informationsverarbeitung und war daraufhin zwischen dem 1. Juni 1977 und seinem Eintritt in den Ruhestand am 31. Dezember 1983 Leiter der Gruppe Datenverarbeitung im Innenministerium. In dieser Zeit besuchte er 1981 einen dreimonatigen Führungstrainingskurs der Parteihochschule der MSZMP.

## Weblink
- Baranyai György. In: Historisches Archiv der Staatssicherheitsdienste (Állambiztonsági Szolgálatok Történeti Levéltára). Abgerufen am 3. März 2023 (ungarisch).